# Inżynieryjna rozbudowa obrony
Inżynieryjna rozbudowa obrony – prace w zakresie umocnienia i przystosowania terenu do obrony. Inżynieryjna rozbudowa obrony obejmuje: przygotowanie i urządzenie rejonów obrony, punktów oporu, rubieży ogniowych, rubieży rozwijania, rejonów rozmieszczenia drugich rzutów i odwodów, rejonów pozycji wojsk rakietowych, stanowisk ogniowych artylerii (czołgów), stanowisk dowodzenia, dróg manewru, dowozu i ewakuacji, zapór inżynieryjnych oraz maskowanie.